# Sara M. Evans
Sara Margaret Evans (McCormick, Carolina del Sur, 1 de diciembre de 1943) es una historiadora y escritora estadounidense. Es profesora emérita en el departamento de historia de la Universidad de Minnesota.

## Trayectoria
Evans nació el 1 de diciembre de 1943 en McCormick, Carolina del Sur. Describió a su madre como "una igualitaria radical hasta la médula mientras que su padre era un ministro metodista.
También trabajó como editora de Feminist Studies y editora consultora del Journal of American History. Recibió su licenciatura en 1966 y su maestría en 1968 por la Universidad Duke. El doctorado lo realizó en la Universidad de Carolina del Norte en Chapel Hill en 1976. Comenzó su carrera de docente en la Universidad de Minnesota ese mismo año. 
Evans y el escritor Harry C. Boyte se casaron el 5 de junio de 1966.  Firmó con su nombre de casada, Sara Evans Boyte, durante años, incluso en la publicación en 1970 de su libro infantil ilustrado Jenny's Secret Place, el primer libro impreso por la editorial Lollipop Power. Sin embargo, volvió a usar su apellido de soltera en 1974 antes de publicar su tesis doctoral "porque", dijo, "estaba casada con un escritor reconocido y quería que lo que escribiera fuera mío y tuviera valor por sí solo".  Juntos, Evans y Boyte coescribieron el libro Espacios libres: fuentes de cambio democrático en Estados Unidos publicado en 1986.

## Obras
- Personal Politics: The Roots of Women's Liberation in the Civil Rights Movement and the New Left (1979)
- Free Spaces: Sources of Democratic Change in America (1986; 1992 2nd ed.), con Harry C. Boyte
- Born for Liberty: A History of American Women (1989)
- Wage Justice: Comparable Worth and the Paradox of Technocratic Reform (1989) with Barbara J. Nelson
- Journeys That Opened Up the World: Women, Student Christian Movements, and Social Justice, 1955–1975 (2003)
- Tidal Wave: How Women Changed America at Century's End (2003)

## Reconocimientos
Sus premios son:
- CLA Dean's Medal, 1999
- College of Liberal Arts Scholars of the College, Universidad de Minnesota, 1991 - 1994
- McKnight Humanities Scholar, Universidad de Minnesota, 1996 - 1999
- McKnight Distinguished University Professorship, comienzo en 1997
- College of Liberal Arts Dean's Medal, Universidad de Minnesota, 1999
- President's Outstanding Service Award, Universidad de Minnesota, 1999
- American Council of Learned Societies Fellowship, 2001 - 2002
- Award for Outstanding Contributions to Postbaccalaureate, Graduate, and Professional Education, 2002 - 2003
- Regents' Professorship, Universidad de Minnesota, 2004

Sus documentos, de 1959 a 2005, se conservan en la David M. Rubenstein Rare Book & Manuscript Library.